# Hospice de Nice
Hospice de Nice, en latin Hospitius, en langue niçoise Ouspici est mort le 21 mai 581. Il est également connu sous le nom d’Hospice le Reclus. C'est une figure hagiographique du christianisme de la région niçoise dont l'hagiographie figure dans  l’Histoire des Francs de Grégoire de Tours (VIe siècle) dont il aurait été contemporain. Répertorié comme saint dans les listes et ouvrages hagiographiques catholiques, il est fêté le 21 mai.

## Hagiographie
Selon une tradition unique rapportée par Grégoire de Tours, Hospitius aurait vécu en reclus dans une tour près de Nice. Cet auteur le décrit comme un ascète et précise : « (Il) ne mangeait rien autre chose que du pain et quelques dattes. Dans les jours du carême il se nourrissait de la racine d’une herbe d’Égypte à l’usage des ermites de ce pays et que lui apportaient les négociants ». Toujours selon la tradition, il se couvrait volontairement de lourdes chaînes et passait sa vie dans la prière.
L’auteur lui attribue un don de prophétie : le même texte indique qu'il aurait prédit que la Gaule serait envahie par les Lombards, ce qui serait une punition divine pour la dépravation de ses habitants. Selon l’hagiographie, il conseille aux moines d’aller se réfugier ailleurs à cause de l’invasion ; mais ceux-ci ne voulurent pas partir sans Hospitius, qui les rassure en prédisant qu’il souffrirait des Lombards mais qu’ils ne le tueront pas.
La tradition raconte ensuite que des soldats lombards arrivés devant la tour de l’ascète et le voyant couvert de chaînes, pensent que c'est un criminel emprisonné. Un des soldats voulant le tuer voit sa main figée et son épée tomber au sol. Hospitius le guérit et, en remerciement, le soldat lui demande à devenir moine, Hospitius le tonsurant sur place. Ce moine aurait relaté ce miracle à Grégoire. Le reste de la troupe laisse Hospitius en paix et rentre sain et sauf en Lombardie.
René François Rohrbacher (1789-1856), a cru pouvoir dater cet épisode en 573.
Hospitius aurait poursuivi sa vie de prière par la suite. La tradition grégorienne lui attribue les guérisons d'un infirme, d'un aveugle et plusieurs femmes possédées. Il aurait prédit la date de sa mort et demandé qu'on appelle l’évêque de Nice, Austadius — inconnu hors du récit de Grégoire —, pour présider à ses funérailles. Selon Grégoire de Tours, plusieurs récits de la vie d'Hospitius auraient été écrits mais il n'en existe nulle trace.

## Littérature
En une mention incidente, Victor Hugo (1802-1885), parlant de  concordances entre les « menues fables populaires », compare aussi dans Les proses philosophiques (1860-1865, publication posthume) cette légende locale à celle mettant en scène « le cheik Amrou [qui] paralyse l’émir Nassar-Eddin prêt à le frapper ». Et Victor Hugo de conclure : « Ces légendes, quelques-unes poétiques, d’autres puériles, n’ont d’autre valeur philosophique que leur ressemblance. C’est par là seulement qu’elles méritent d’être visées et homologuées en passant ». Par ailleurs, un personnage du roman Han d’Islande (1823) du même auteur, invoque « Saint Hospice» par deux fois.
Frédéric Mistral (1830-1914) mentionne ce saint dans son Tresor (1879) : « Sant Ouspice, saint Hospice ou Sospis, cénobite célébré à Nice, mort en 581 ». 
Dans l’Oblat, de Joris-Karl Huysmans (1848-1907), le personnage de Dublat mentionne anecdotiquement « Hospitius qui s’écroua près de Nice » parmi d'autres reclus locaux.

## Saint Sospis
Sospis fait figure de forme populaire. Auguste Longnon (1844-1911) dans Les noms de lieu de la France (1922) explique cette forme par une mécoupure. « Le passage du groupe latin ct au son chuintant, qu’on observe dans la langue espagnole (noche = noctem ;  — ocho = octo ; — techo = tectum) s’est aussi produit dans les parlers de la France méridionale […]. Sanctus et sancta sont ainsi devenus, au Moyen Âge, sanch et sancha […]. » C’est ainsi que Saint-Chinian (Hérault) répond à Sanctus Anianus, par mécoupure. Dans d’autres zones on a le son sifflant au lieu du son chuintant, d’où Saint-Sospis répondant à Sanctus Hospitius.
On rencontre aussi la variante Sospir.

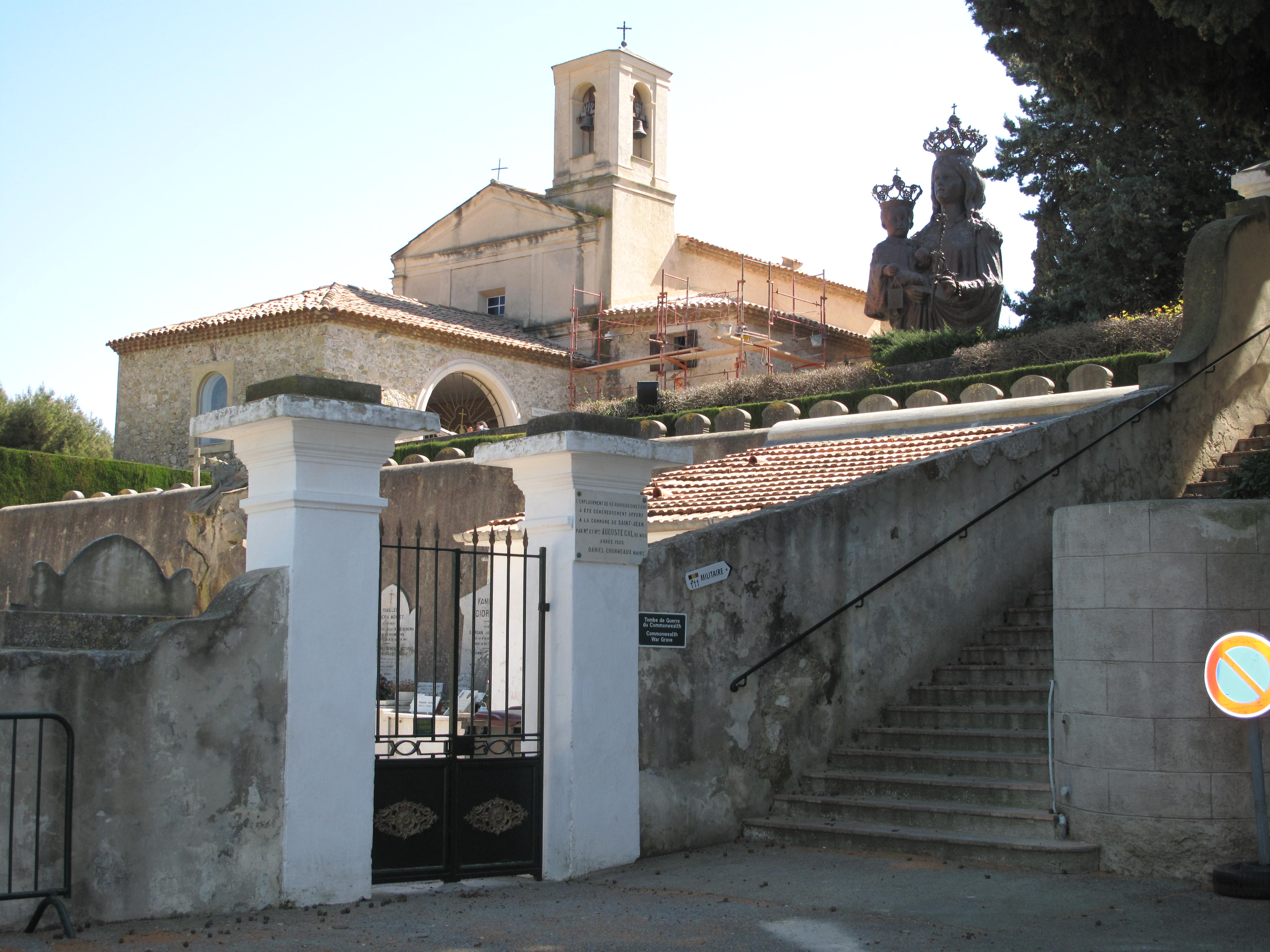
La chapelle Saint-Hospice.

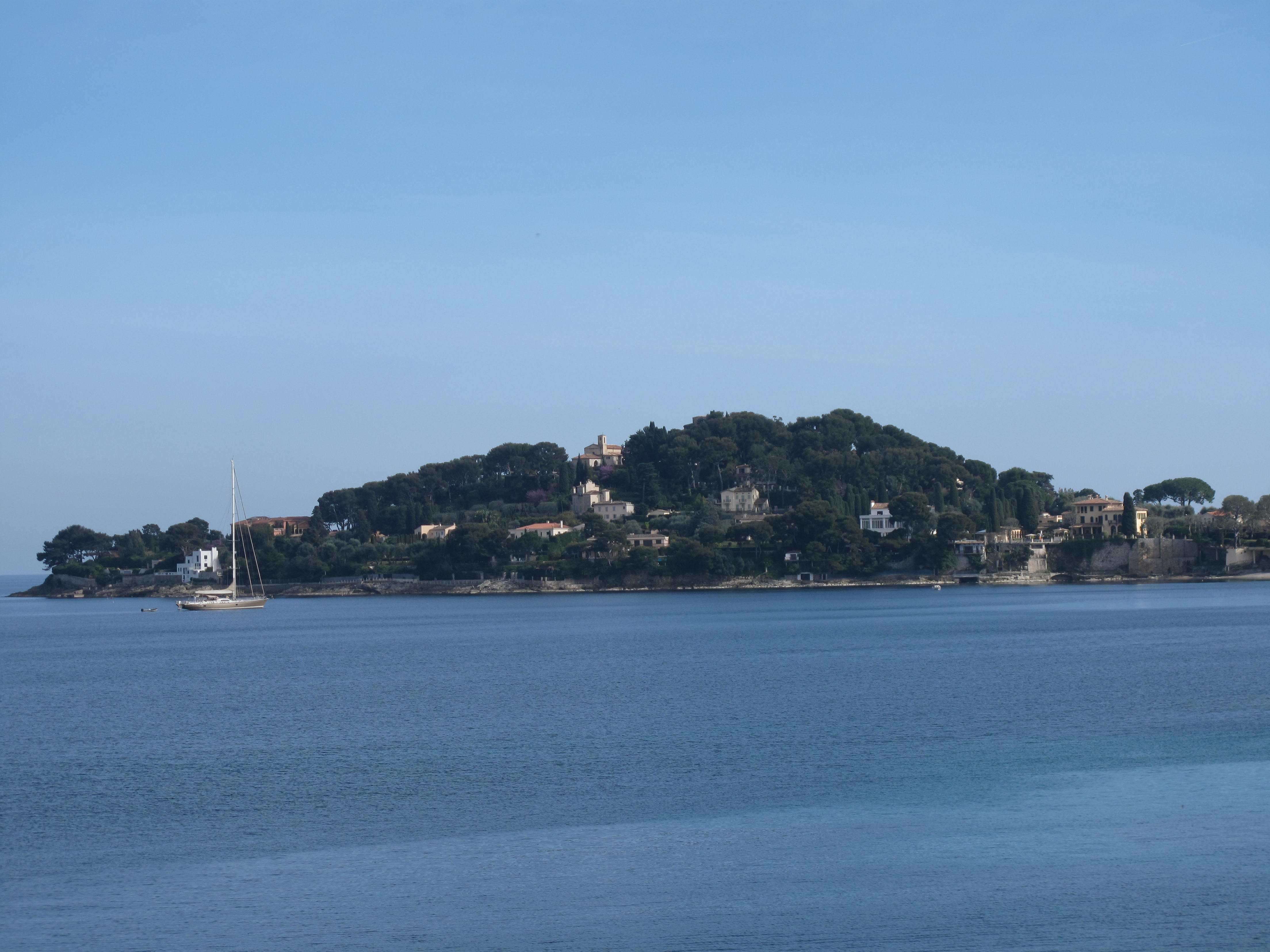
La pointe Saint-Hospice et la chapelle Saint-Hospice.

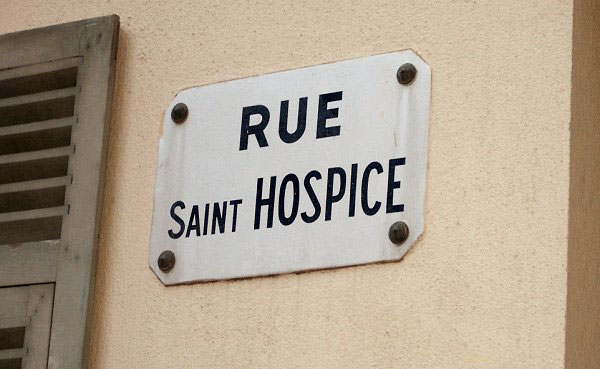
Plaque de rue de la rue Saint-Hospice, dans le Vieux-Nice.

## Culte, toponymie et représentations
Il figure au Martyrologe romain .
Une chapelle Saint-Hospice se trouve sur la pointe Saint-Hospice de Saint-Jean-Cap-Ferrat.  Elle fut construite au XIe siècle sur les ruines de la tour où avait vécu cet ermite. Laissée à l’abandon, elle subit les outrages du temps jusqu’en 1980, puis elle a bénéficié d’une restauration complète grâce à l’action du conseil général des Alpes-Maritimes et de l'Association pour la restauration de Saint-Hospice. Elle est classée monument historique. Les environs de la chapelle constituent le lieu-dit « Saint-Hospice ».
La pointe sur le côté est de la presqu’île du cap Ferrat porte le nom de pointe Saint-Hospice. Située au niveau cette pointe, et à proximité de la chapelle Saint-Hospice,  une statue de douze mètres de haut, classée monument historique, porte le nom de « Vierge de Saint-Hospice ». Elle se trouve près de la tour Saint-Hospice, dite tour génoise, également classée monument historique et édifiée par le roi de Sardaigne Charles-Emmanuel III au XVIIe siècle pour servir de prison d'État mais qui n'a jamais accueilli de prisonnier.
- Le fort construit en 1560-1561 sur décision du duc de Savoie Emmanuel-Philibert afin de défendre le territoire niçois, prit le nom de fort Saint-Hospice[18].
- Il existe une villa Santo-Sospir datant de 1931 et situé à Saint-Jean-Cap-Ferrat, sur le cap Ferrat.

La rue Saint-Hospice (carriera San Souspir en niçois), dans le Vieux-Nice, porte son nom.
- Il existe dans la chapelle de la Très-Sainte-Trinité et du Saint-Suaire de Nice (chapelle des pénitents rouges) un groupe sculpté polychrome représentant le Martyre de saint Hospice[20],[21].
- Il existe dans basilique Saint-Michel-Archange de Menton un tableau du XVIIe siècle représentant le martyre de saint Hospice[22].
- Il existe dans la chapelle qui porte son nom, à Saint-Jean-Cap-Ferrat un retable (XVIIe siècle/XVIIIe siècle) et un tableau (premier quart du XVIIIe siècle) représentant le martyre de saint Hospice[23].
- Archéologie sous-marine : un fragment d’écuelle représentant saint Hospice a été découvert au fond de la rade de Villefranche[24].
- Reliques : la cathédrale Sainte-Réparate de Nice ne possède comme relique qu’un os de la main de saint Hospice. Il existe d’autres relique dans le diocèse de Nice : à Villefranche-sur-Mer, à La Turbie, dans la chapelle Saint-Hospice à Saint-Jean-Cap-Ferrat[25]…
- Il existe une chapelle Saint-Hospice à Bonson (Alpes-Maritimes). La Saint-Hospice (fêtée en 2011 le dimanche 16 octobre) est l’occasion d’une procession où l’on porte une statue de saint Hospice, sculptée par Marius Giacobi[26].

## Invocations locales
Saint Hospice était invoqué dans la région pour obtenir la pluie. Il était considéré comme étant le patron des témoins et un adage local en niçois fustige les faux témoins en évoquant Ouspici (Hospice).
Un autre proverbe local dit « Que sant'Ouspici ti garde judici » (Que saint Hospice te garde le bon jugement).